# Seznam toků povodí Akmeny
Toto je Seznam toků povodí Akmeny (přítok Jūry) v Litvě.

## Nadřazené vodstvo, řeka
(v závorce řád)
- Atlantský oceán (-2)
- Baltské moře (-1)
- Kurský záliv (-1)
- Němen (0)
- Jūra (1)
- Akmena (2)

## Přímé přítoky Akmeny
Přímé přítoky Akmeny jsou přítoky Němenu 3. řádu.
- Levé:

| Hydrologické pořadí | Řeka      | Délka (km) | Povodí (km²) | Vzdálenost od ústí (km) | Ústí kde         | Koordináty ústí |
| ------------------- | --------- | ---------- | ------------ | ----------------------- | ---------------- | --------------- |
| 16010511            | Karklė    | 3,0        | 5,0          | 67,0                    | Karklėnai        |                 |
| 16010522            | A - 5     | 4,4        | 5,7          | 58,1                    | Sodalė           |                 |
| 16010524            | Ežerupis  | 9,4        | 27,1         | 52,9                    | Rūčiai           |                 |
| 16010535            | Grybupis  | 3,8        | 3,5          | 47,7                    | Pagrybis         |                 |
| 16010538            | Akmenynas | 9,6        | 28,1         | 38,0                    | Vedriai          |                 |
| 16010545            | A - 3     | 2,8        | 3,6          | 27,6                    | Senasis Obelynas |                 |
| 16010547            | Bremena   | 14,3       | 37,6         | 19,9                    | Indija           |                 |
| 16010552            | Sermas    | 5,9        | 7,2          | 15,3                    | Mišučiai         |                 |
| 16010553            | A - 1     | 2,8        | 3,6          | 11,7                    | Andriejaičiai    |                 |
| 16010554            | Gramančia | 2,6        | 4,8          | 3,0                     | Pagramantis      |                 |

- Pravé:

| Hydrologické pořadí | Řeka      | Délka (km) | Povodí (km²) | Vzdálenost od ústí (km) | Ústí kde            | Koordináty ústí |
| ------------------- | --------- | ---------- | ------------ | ----------------------- | ------------------- | --------------- |
|                     | ?         | 4,5        |              | 67,0                    | Gudauskinė          |                 |
| 16010512            | Raudys    | 10,4       | 25,2         | 66,8                    | Gudauskinė          |                 |
| 16010516            | Ašvija    | 14,6       | 40,5         | 65,4                    | Gudauskinė          |                 |
| 16010523            | A - 4     | 3,8        | 6,3          | 55,9                    | Pelkės              |                 |
| 16010527            | Yžnė      | 21,4       | 87,3         | 50,3                    | Trakas (Kaltinėnai) |                 |
| 16010536            | A - 2     | 2,4        | 1,7          | 46,2                    | Rūteliai            |                 |
| 16010537            | Vaksupė   | 3,6        | 5,3          | 39,4                    | Labardžiai          |                 |
| 16010543            | Jėrubynas | 10,8       | 19,8         | 29,5                    | Paakmenis           |                 |
| 16010546            | Žadalis   | 3,6        | 3,9          | 20,6                    | Žviliai             |                 |

## Přítoky Němenu 4. řádu v povodí Akmeny
Tabulka přítoků Němenu 4. řádu v povodí Akmeny:
| Hydrologické pořadí | Levý /Pravý | Řeka        | Délka (km) | Povodí (km²) | Vzdálenost od ústí (km) | Ústí do   | Ústí kde   | Koordináty ústí |
| ------------------- | ----------- | ----------- | ---------- | ------------ | ----------------------- | --------- | ---------- | --------------- |
| 16010513            | Levý        | R - 5       | 2,8        | 2,9          | 6,0                     | Raudys    |            |                 |
| 16010514            | Levý        | R - 3       | 3,1        | 3,2          | 4,4                     | Raudys    |            |                 |
| 16010515            | Levý        | R - 1       | 5,2        | 6,2          | 1,0                     | Raudys    |            |                 |
| 16010517            | Pravý       | A - 6       | 2,8        | 5,7          | 12,4                    | Ašvija    |            |                 |
| 16010518            | Pravý       | A - 4       | 1,8        | 4,3          | 10,6                    | Ašvija    |            |                 |
| 16010519            | Levý        | A - 1       | 4,8        | 6,8          | 9,1                     | Ašvija    |            |                 |
| 16010521            | Pravý       | A - 2       | 2,0        | 3,1          | 8,0                     | Ašvija    |            |                 |
| 16010525            | Levý        | Virda       | 2,9        | 3,0          | 4,0                     | Ežerupis  |            |                 |
| 16010526            | Levý        | Vyglinė     | 2,9        | 4,4          | 0,3                     | Ežerupis  |            |                 |
| 16010528            | Levý        | Viksvė      | 12,7       | 37,5         | 14,9                    | Yžnė      |            |                 |
| 16010532            | Levý        | Y - 5       | 3,6        | 5,6          | 11,9                    | Yžnė      |            |                 |
| 16010533            | Levý        | Y - 3       | 3,8        | 5,7          | 8,2                     | Yžnė      |            |                 |
| 16010534            | Levý        | Y - 1       | 3,2        | 4,9          | 5,2                     | Yžnė      |            |                 |
| 16010541            | Levý?       | Viekvedalis | 5,4?       | 13,5         | 4,8?                    | Akmenynas | Varsėdžiai |                 |
|                     | Levý?       | Užknopis    | ?          | ?            | 6,7?                    | Akmenynas | Varsėdžiai |                 |
| 16010539            | Levý?       | Varė        | 4,1?       | 3,9?         | 6,6?                    | Akmenynas | Varsėdžiai |                 |
| 16010544            | Levý        | Noralis     | 4,9        | 5,0          | 2,1                     | Jėrubynas |            |                 |
| 16010548            | Levý        | Gebenė      | 7,0        | 15,0         | 5,6                     | Bremena   |            |                 |
| 16010544            | Pravý       | Grindupis   | 4,2        | 4,4          | 2,9                     | Bremena   |            |                 |

## Přítoky Němenu 5. řádu v povodí Akmeny
Tabulka přítoků Němenu 5. řádu v povodí Akmeny:
| Hydrologické pořadí | Levý /Pravý | Řeka      | Délka (km) | Povodí (km²) | Vzdálenost od ústí (km) | Ústí do     | Ústí kde | Koordináty ústí |
| ------------------- | ----------- | --------- | ---------- | ------------ | ----------------------- | ----------- | -------- | --------------- |
| 16010529            | Levý        | Rungys    | 5,8        | 14,5         | 4,2                     | Viksvė      |          |                 |
| 16010542            | Pravý       | V - 2     | 5,0        | 2,8          | 0,7                     | Viekvedalis |          |                 |
|                     | Pravý       | Viekvedys |            |              |                         | Varė        |          |                 |
|                     | Levý        | Šūdupis   |            |              |                         | Varė        |          |                 |
| 16010549            | Levý        | G - 1     | 3,7        | 2,6          | 3,0                     | Gebenė      |          |                 |